# 2007 HV90
2007 HV90 est un transneptunien faisant partie de cubewanos, de magnitude absolue 6,6. 
Son diamètre est estimé à environ 140 km.